# Смоленське шляхетство
Смоленське шляхетство — шляхетство Смоленської губернії, а також кавалерійське військове формування, що складалося з нього, останнє формування помісної кінноти, що існувало до 1764 року.
Чисельність смоленського шляхетства (тільки чоловіки) на початку XVIII століття дещо перевищувала 1000 чоловік, а до середини XVIII століття — близько 2700.
Створення Петром I регулярної московської армії скасувало колишні територіальні військові одиниці, повітові полки, якими групувалося російське дворянство у яких воно виходило службу. Однак смоленське шляхетство до другої половини XVIII століття продовжувало складати свій особливий кінний полк, Полк смоленської шляхти, як він офіційно іменувався. Це розглядалося, як привілей, дарований жалуваними грамотами: «Смоленська шляхта забезпечена милостивими жалованими грамотами і заснована та смоленська шляхта в службі за давнім звичаєм, як служили з давніх часів». Служити саме в цьому полку не було для смоленських дворян обов'язковим, їм не заборонялося вступати і в інші полки, однак таке бажання з'являлося не у багатьох з-за тих переваг, якими відрізнялася служба в цьому полку.
Полк смоленської шляхти був цілком дворянським. Він ділився на сім рот з дуже нерівним чисельним складом, кожна під командою ротмістра, при якому були ще поручик і хорунжий. Спочатку число рот у полиці було п'ять. Шосту та сьому склали бельська та рославська шляхти, яким було наказано «писатися смоленською»; але зв'язок цих рот з місцевими повітовими дворянствами скоро зник: бельська і рославська шляхти цілком злилися із загальною масою смоленського дворянства, і кожен шляхтич міг записуватися в будь-яку роту і переходити доброю волею з однієї в іншу. Пересічна шляхта кожної роти поділялася на чотири статті «за природою», тобто за знатністю прізвищ.
Полком у XVII столітті командував полковник, а XVIII столітті — генерал, який призначається іменним найвищим указом із середовища смоленського дворянства. Його помічником був командир першої роти полку, який мав звання «генерального поручика».
Крім стройових офіцерів полку, при ньому завжди полягала деяка кількість так званих «заполочних» (тобто тих, хто «ходили за полком») офіцерів, у тому числі підполковники і полковники.
У офіцерські чини полку зводив Сенат, але з кандидатів, обраних самим шляхетством. Кандидату давався атестат, підписаний шляхетством (як офіцерами, а й рядовими), у якому вказувалися досягнення запропонованого кандидата, перераховувалися ті походи, у яких брав участь, і подвиги, що він зробив, й на закінчення говорилося, що шляхетство удостоює його за призначенням у такий-то чин. Для виробництва в чини також були потрібні знатність роду і багатство. При цьому була відсутня послідовність при проходженні чинів і шляхетний шляхтич міг бути виведений з рядових відразу в полковники.
Також паралельно з полковими чинами в смоленській шляхті до середини XVIII століття існували старовинні чини: стольники, стряпчі, дворяни московські та жильці. Ці чини були почесними і не мали жодного стосунку до полкової ієрархії. Більшість офіцерів полку мали чини стольників, але траплялися випадки надання цим чином і рядових. Чини стряпчих та жильців мали звичайно рядові.
У XVII і на початку XVIII століття смоленське шляхетство служило подібно до всіх старовинних дворянських полків: збиралося на службу навесні, літо перебувало в строю, а з настанням вересня вже роз'їжджалося своїми селами. Воно брало участь у всіх війнах кінця XVII століття і з гордістю згадувало свої подвиги у Чигиринських, Кримських і Азовських походах, на похвальну грамоту, дану їм Петром I за Нарвський похід, воно завжди посилалося поряд з жалованими грамотами про вольності.
Потім смоленське шляхетство стало займатися лише утриманням варти на форпостах, влаштованих на кордоні з Річчю Посполитою. Проте кожен, хто мав якісь засоби та зв'язки, знаходив спосіб позбутися цієї повинності, весь тягар якої лягав на незаможних, «мізерну» шляхту, за словами одного з командирів. Шляхтичі постійно відлучалися з варти, розбігалися по хатах, розходилися по сусідніх селах збирати милостиню собі на їжу, так не отримували ні платні, ні провіанту.
Неможливість підтримувати дисципліну наводила полк у повний розлад. У 1750-х роках смоленський губернатор князь Оболенський доносив Сенату, що їм «убачені і помічені великі непорядки та наказам невиконання». До огляду шляхтичі були неакуратно, а багато хто й зовсім не з'явився «і де вони знаходяться і чи живі, чи мертві, не тільки про те головний їхній командир невідає, але й ротні офіцери про них не знають». Шляхтичі переписувалися з роти в роту «самі собою, за примхами своїми, не спитаючи ротних командирів». Деякі шляхтичі постійно переходили з роти в роту і завдяки цьому бувало так, що шляхтич «ні за яким вбранням ніякої служби не служить». При цьому ротні командири заявляли, що «у штрафуванні рядового шляхетства нібито жодної влади немає».
У цьому служба, яку несло смоленське дворянство, перестала вважатися обов'язковою ще до Маніфесту про вільність дворянства 1762 року. Це стало звичайним правом і відмінністю смоленського дворянства від іншого російського, оскільки начальство не мало змусити служити того, хто не хотів цього робити.
Більшість шляхтичів були дрібнопомісними, при цьому багато їх кріпаків втікали від них до Речі Посполитої. Губернатор князь Оболенський писав: «Хоча всі шляхтичі бажають служити у своєму полку, але за злиденністю їх не тільки в сукні, в рушниці і в конях як належить шляхтичу справно себе утримувати, але інші з них і їжу не мають. Та й при огляді та розборі багато хто був піший і в лаптях і в селянських старих каптанах».
У 1764 році імператриці Катерині II була представлена доповідь з питання про смоленське шляхетство. У ньому пропонувалося «роблену донині смоленським шляхетством службу без платні, яка зовсім не корисна ні для держави, ні для них власне і не згодна з указом про вільність дворянства залишити і зовсім зруйнувати, залишаючи їм вільність служити і не служити з їхнього власного добробуту на підставі загальних державних узаконень про дворянство». Імператриця затвердила цю доповідь і таким чином полк смоленської шляхти припинив своє існування.